# World Press Photo
World Press Photo är en oberoende ideell organisation med säte i Amsterdam, Nederländerna. Organisationen grundades 1955 och är känd för att årligen arrangera den internationella fototävlingen World Press Photo of the Year som utser årets bästa pressfotografi. År 2013 tog svensken Paul Hansen hem priset.
Organisationen ägnar sig främst åt den årliga tävlingen, tillhörande utställningar, att uppmuntra fotojournalistik genom utbildningsprogram samt att uppmärksamma pressfoto genom olika publikationer.